# Museo nazionale dell'arte decorativa popolare
Il Museo nazionale di arte decorativa popolare (in ucraino Національний Музей українського народного декоративного мистецтва?) è un museo situato a Kiev in Ucraina.
Il museo si trova nel Distretto di Pečers'k in un edificio sottoposto a tutela all'interno del complesso del Monastero delle Grotte di Kiev.
La collezione comprende oltre 80.000 pezzi d'arte popolare e decorativa che coprono un arco temporale dal XV al XII secolo, è uno dei principali musei d'arte del paese.
Il museo venne aperto nel 1899 col nome di Museo cittadino delle antichità e delle arti, nel corso del tempo fu frequentemente rinominato o intitolato a diverse personalità storiche. Nel 1936 venne scorporata la collezione archeologica che confluì in quello che ora è il Museo storico nazionale dell'Ucraina. La collezione di arti decorative e artigianato venne ospitata presso dei locali del Monastero delle Grotte e nel 1964 divenne un'istituzione a sé stante, nel 2010 ottenne lo status di museo nazionale.
La collezione include manufatti di svariate forme dell'arte popolare tradizionale dell'Ucraina, dalla tessitura di tappeti, tessuti, tecniche tradizionali di stampa su tessuto, ricamo, prodotti ricavati dalla lavorazioni del legno, della pelle, dell'osso, dei metalli, oggetti in vetro, porcellana, ceramica, smalti, carte ornamentali, uova di Pasqua dipinte, pittura popolare e pittura di icone.
Tra gli oggetti di particolare rilevanza la collezione di tappeti con pezzi di pregio del XVIII secolo provenienti dal corredo funerario dell'etmano Danylo Apostol. Il museo ha anche una ricca collezione di abiti artistici ma anche di telerie, tovaglie e tessuti decorativi così come di cinture ricamate con fili d'oro parte degli accessori dei funzionari di alto rango cosacchi. La collezione di costumi tradizionali comprende abiti provenienti da tutte le regioni dell'Ucraina. Tra i ricami numerosi articoli devozionali con ricami in oro e argento. Tra le ceramiche si trova sia il vasellame tradizionale sia piastrelle ornamentali, tra le ceramiche antichi pezzi di pregio di produttori storici locali.
La collezione di uova decorate (pysanka) comprende oltre 4000 pezzi, tra le altre forme di arte popolare tipica spiccano i vytynanka e la pittura popolare. Il museo ospita una collezione di oltre 600 opere di Marija Prymačenko (1909 - 1997) e 37 tele di Kateryna Bilokur (1900 - 1961).